# Siemens-Schuckert
A Siemens-Schuckert (ou Siemens-Schuckertwerke) foi uma empresa de engenharia elétrica alemã com sedes em Berlin, Erlangen e Nuremberg que foi incorporada à Siemens AG em 1966.

## Histórico

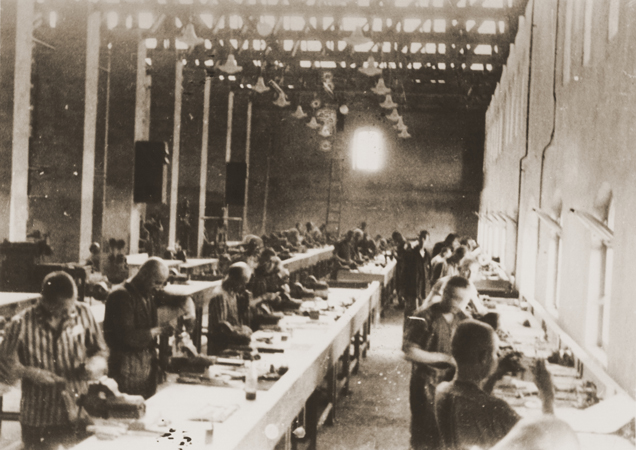
Prisioneiros fabricando componentes de aviões na fábrica da Siemens-Schuckert em Bobrek.

A Siemens Schuckert foi fundada em 1903 quando a Siemens & Halske AG adquiriu a Schuckertwerke. Depois disso, a Siemens & Halske se especializou em engenharia de comunicações e a Siemens-Schuckert em engenharia de potência e instrumentos pneumáticos. Durante a Primeira Guerra Mundial a Siemens-Schuckert também produziu aviões. Ela fabricou os renomados veículos Protos em 1908.
O logotipo da Siemens Schuckert consistia de um "S" com um "S" menor sobreposto no meio do primeiro inclinado a 45 graus. Esse logotipo foi usado até o final dos anos 60, quando ambas as companhias foram fundidas com a Siemens-Reiniger-Werke AG para formar a atual Siemens AG.
A Siemens-Schuckert construiu alguns aviões durante a Primeira Guerra Mundial e no período entre Guerras. Ela também produziu motores aeronáuticos usando a marca Siemens-Halske, que evoluiu sua linha de produtos depois do fim da Primeira Guerra. A companhia foi reorganizada com o nome de Brandenburgische Motorenwerke, ou simplesmente Bramo, em 1936, e mais tarde foi adquirida em 1939 pela BMW para se tornar a BMW Flugmotorenbau.

## Lista de produtos

### Aviões

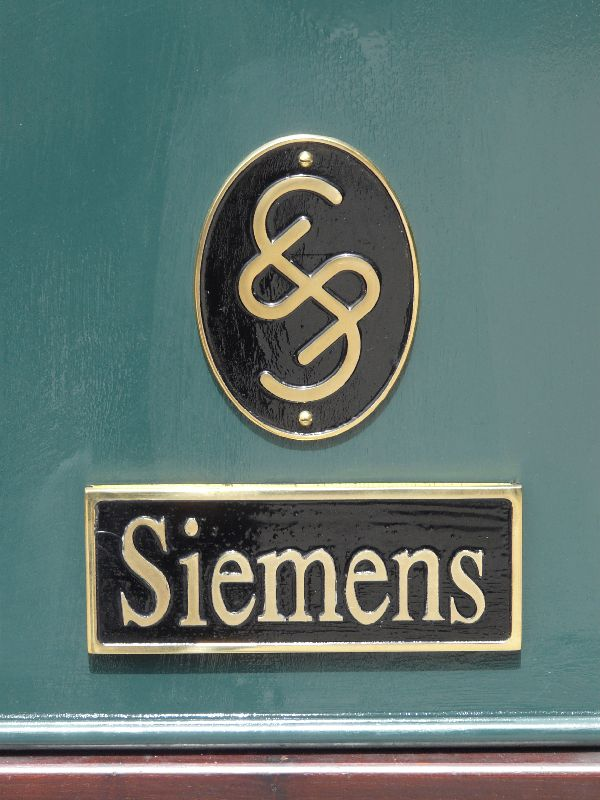
O logotipo da
Siemens-Schuckert.

- Siemens-Schuckert D.I
- Siemens-Schuckert D.II
- Siemens-Schuckert D.III
- Siemens-Schuckert D.IV
- Siemens-Schuckert D.VI
- Siemens-Schuckert Dr.II
- Siemens-Schuckert DDr.I
- Siemens-Schuckert E.I
- Siemens-Schuckert R.I
- Siemens-Schuckert R.II
- Siemens-Schuckert R.III
- Siemens-Schuckert R.IV
- Siemens-Schuckert R.V
- Siemens-Schuckert R.VI
- Siemens-Schuckert R.VII
- Siemens-Schuckert R.VIII
- Siemens-Schuckert Forssman

### Motores
- Siemens-Halske Sh.I
- Siemens-Halske Sh.II
- Siemens-Halske Sh.III
- Siemens-Halske Sh 4
- Siemens-Halske Sh 5
- Siemens-Halske Sh 6
- Siemens-Halske Sh 11
- Siemens-Halske Sh 12
- Siemens-Halske Sh 13
- Siemens-Halske Sh 14
- Siemens-Halske Sh 15
- Siemens-Bramo Sh 20
- Siemens-Bramo Sh 21
- Siemens Bramo SAM 22B
- Siemens Bramo 314
- Siemens Bramo 322
- Siemens Bramo 323 Fafnir
- Siemens Bramo 109-003